# دنیل دویشبائف
دنیل دویشبائف (روسی: Daniel Talantovič Dujshebaev/Даниел Талантович Дуйшебаев؛ زادهٔ ۴ ژوئیهٔ ۱۹۹۷) بازیکن هندبال روس‌تبار اهل اسپانیا است.
از باشگاه‌هایی که در آن بازی کرده است می‌توان به باشگاه هندبال بارسلونا اشاره کرد.